# Radio Face
A Rádió Face magyarországi kereskedelmi rádió. Budapesten kezdte meg adását 2011. március 8-án, a korábban a Rise FM által használt 88.1 MHz-es frekvencián. Később fogható volt a gödöllői 93.6-on, majd a Radio Q által használt FM 99.5-ön este és éjszaka.

## Története
Magyarország első dance rádiója, a Rise FM befejezte adását 2011. január 6-án, a budapesti 88,1 MHz-en, miután az adót üzemeltető cég jogvitába keveredett a frekvenciatulajdonos céggel. Egy két hónapos tesztüzem után 2011. március 8-án indult el a Radio Face adása az FM 88,1 MHz-en, főleg az elődjének zenei stílusával. Az induló reggeli műsort Végvári Ági, Ada és Király Péter vezette. 10 órától Thuróczy Richard, majd 15 órától Hársligeti-Kovács Boglárka következett. A hétvégéken Rada Enikő és Tom Noize volt a műsorvezető. Az NMHH 2011 áprilisában - tartozásokra hivatkozva - felmondta a Radio Face-t sugárzó Rádió Infórum Kft. szerződését. Az adó lekapcsolása 2011. október 21-én történt meg az NMHH munkatársai részéről, ugyanakkor 2011. november 21. és 2012. január 8. között ismét hallható volt az adó az FM 88,1 MHz-en. 2012. január 18-tól az adó műsora a gödöllői FM 93,6 MHz-en szólt tovább, egészen 2012. április 28-ig, amikor lejárt a Gödöllő 93,6 MHz-et birtokló cég műsorszórási jogosultsága.
2012. október 1-jétől közel fél évig a Rádió Q budapesti, FM 99,5 MHz-es frekvenciáján szólt a Radio Face műsora 21.00 és reggel 07.00, majd 20.00 és 07.00 között. A Face Night Show új hallgatókat vonzott a Rádió Q-ra, ennek műsorvezetője Thuróczy Richard volt, majd az ő Juventushoz szerződése után Király Péter. A rádió a következő év első felétől kezdve már csak az interneten volt hallható.
A Radio Face a Magyarországon akkor népszerűvé váló Facebookban rejlő lehetőségek legelső kihasználója volt. Néhány hónap alatt több százezres követői oldalt hoztak létre, agresszív marketinggel, fizetett hirdetésekkel és valóban kisorsolt iPhone-okkal. Ők honosították meg magyar nyelvterületen a fényképekre, fekete-fehér nagybetűkkel írt humoros szövegekkel operáló mémeket, ezeket a Facebook-oldal kezelői a mai napig készítik, több mint félmillió követőnek. Ezzel Magyarország egyik legtöbb követővel rendelkező oldalát kezelik.

## Műsorának jellemzői
Zenei stílusa: pop-dance, dance, r&b, hiphop, elektronikus zene. Elsődleges célcsoportként a fiatal, 15-35 év közötti nőket és férfiakat célozzák meg, ugyanakkor fontosnak tartották a társadalmi jellegű műsorok bemutatását is.

## Műsorvezetők
- Dukai Regina
- Hájas Barnabás
- Hársligeti-Kovács Boglárka
- Király Péter
- Pintér Ada Adrienn
- Rada Enikő
- Thuróczy Richard
- Tom Noize
- Végvári Ági
- Újvári Zoltán Szilveszter (Zola)